# Perdita cara
Perdita cara är en biart som beskrevs av Timberlake 1958. Perdita cara ingår i släktet Perdita och familjen grävbin. Inga underarter finns listade i Catalogue of Life.